# タヴェルナ (カタンザーロ県)
タヴェルナ（イタリア語: Taverna）は、イタリア共和国カラブリア州カタンザーロ県にある、人口約2,700人の基礎自治体（コムーネ）。

## 地理

### 位置・広がり

#### 隣接コムーネ
隣接するコムーネは以下の通り。括弧内のCSはコゼンツァ県、KRはクロトーネ県所属を示す。
- アルビ
- アプリリアーノ (CS)
- コロージミ (CS)
- コトロネーイ (KR)
- フォッサート・セッラルタ
- メゾラーカ (KR)
- パレンティ (CS)
- ペティーリア・ポリカストロ (KR)
- サン・ジョヴァンニ・イン・フィオーレ (CS)
- ソルボ・サン・バジーレ
- ザガリーゼ

## 行政

### 分離集落
タヴェルナには、以下の分離集落（フラツィオーネ）がある。
- Villaggio Mancuso, Villaggio Racise, Monaco